# 大江 (熊本市)
大江（おおえ）は、熊本県熊本市中央区の地名。現行行政地名は大江一丁目から大江六丁目。2011年5月1日現在の人口は8,288人。郵便番号は862-0971。

## 地理
熊本市の都心南東部、白川の南岸に位置し、北で黒髪、北東で渡鹿、東で新大江、南で白山・大江本町、南西で九品寺、西で新屋敷、北西に設置された子飼橋南詰の道路上の一点で東子飼町、北西で子飼本町と隣接している。二丁目・三丁目は社宅や公務員宿舎の廃止により人口が減少傾向にあり、特に二丁目は1998年から2012年までの間に半分以下に激減している。三丁目には73,000平米もの日本たばこ工場跡地が放置されていたが、2012年2月にイズミ（ゆめタウンなどを経営）が落札し、2014年6月に再開発事業の核施設として「ゆめタウン大江」が開業した。一、四、五、六丁目はマンション建設などにより近年人口が増加している。劇場や図書館、学校が集中し熊本市の文教地区となっている。

### 河川
- 白川

## 歴史
- 1889年（明治22年）4月1日 - 町村制が施行される。九品寺村、本村、大江村、渡鹿村が合併して託麻郡大江村が発足。現在の大江は、およそ旧本村・旧大江村の範囲にあたる。
- 1892年（明治25年） - 飽田郡と託麻郡の合併により飽託郡大江村となる。
- 1900年（明治33年） - 陸軍の山崎練兵場が大江に移転。
- 1921年（大正10年）6月1日 - 熊本市に編入。
- 1953年（昭和28年） - 西日本水害。子飼橋に流木が詰まったことが契機に、濁水や土砂が溢れ出して多数の民家が流出、浸水したほか死者も出た[2]。
- 2012年（平成24年）4月1日 - 熊本市の政令指定都市移行により中央区となる。

## 交通

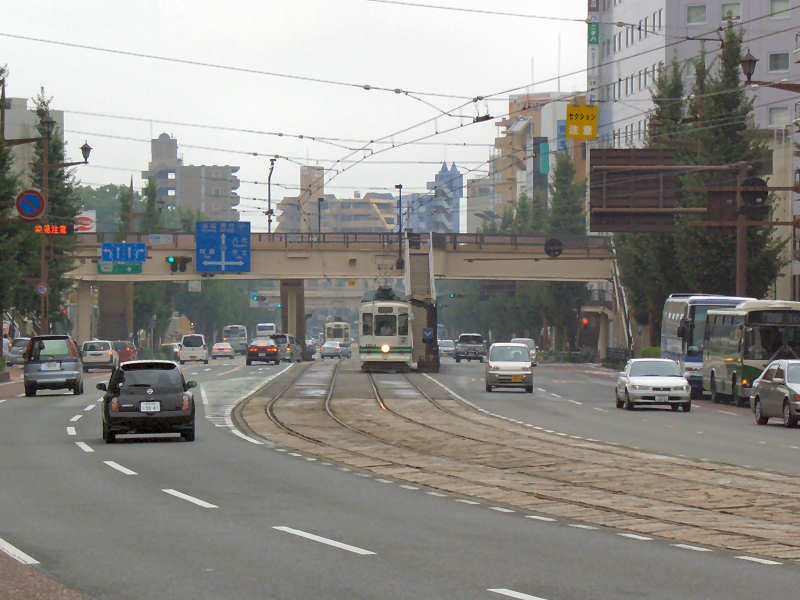
九品寺交差点電停

### 路面電車
大江本町と大江の境界である電車通り上に熊本市電の九品寺交差点電停・交通局前電停・味噌天神電停がある。

### バス
- 熊本都市バス
- 九州産交バス

### 道路
- 熊本県道28号熊本高森線（電車通り）
- 熊本県道145号瀬田熊本線
- 産業道路（熊本市道）
- 白山通り（熊本市道）
- 子飼橋通り（熊本市道）

## 施設

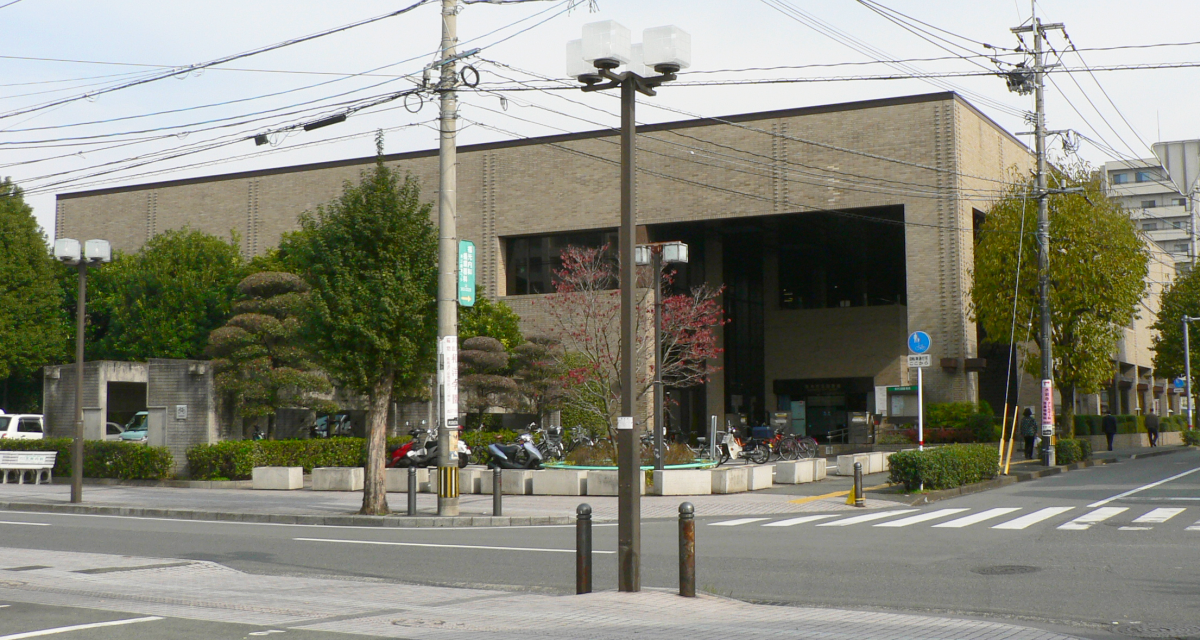
熊本市立図書館

### 教育機関

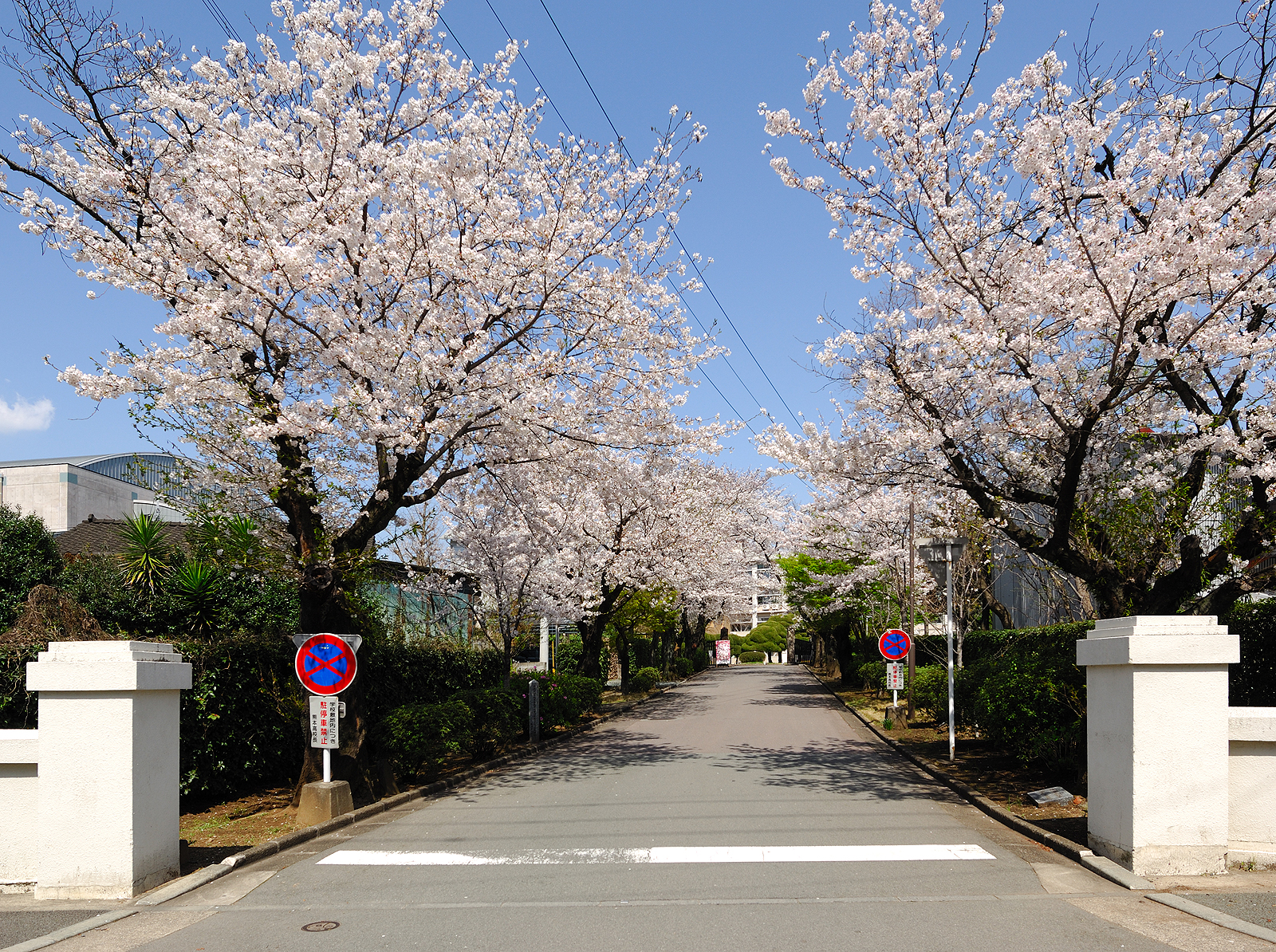
熊本県立熊本高等学校

大学
- 熊本学園大学

高等学校
- 熊本県立熊本高等学校
- 熊本学園大学付属高等学校
- 開新高等学校
- 慶誠高等学校
- 九州学院高等学校

中学校
- 九州学院中学校
- 熊本市立白川中学校
- 熊本学園大学付属中学校

小学校
- 熊本市立大江小学校

幼稚園・保育園
- 熊本学園大学付属敬愛幼稚園
- 九州学院みどり幼稚園
- 熊本市立大江保育園

### その他の施設
- 熊本県立劇場
- 熊本市立図書館
- 熊本学園大学付属図書館
- 熊本市交通局
- 熊本市総合保健福祉センター
- 熊本市子どもセンター
- 熊本第二合同庁舎
  - 熊本地方法務局
  - 熊本保護観察所
  - 福岡出入国在留管理局熊本出張所
  - 熊本公安調査事務所
  - 熊本労働局熊本労働基準監督署
- 熊本公共職業安定所
- 中央区役所大江出張所
- イオン熊本中央店（旧ダイエー熊本店）・グランパレッタ熊本
- ゆめタウン大江
- 日本郵政スタッフ九州BPOセンター[3] - 郵政民営化以前は熊本貯金事務センター本館庁舎として使用されていた。
- 熊本県民テレビ - 2017年7月24日に本社を中央区世安町から移転。